# 松平直堅
松平 直堅（まつだいら なおかた）は、江戸時代前期の大名。清崎松平家の祖。官位は従五位下・備中守。

## 生涯
明暦2年（1656年）、越前国福井藩主・松平光通の子として福井城下の藩主邸、御泉水屋敷で誕生。母は側室のお三の方（片桐氏）。光通の一人息子であったが、庶子であったため、忠昌以来の家老の永見吉次に預けられて養育された。
男子が他にいなかったため、光通は権蔵（直堅）を世子とする意向であったが、光通の正室・国姫の実家であり一族の越後高田藩主・松平光長やその母の高田殿（勝姫）らの圧力を受け、国姫との間に将来生まれる男児を跡取りにすることを起請文に書かされた。この実家の圧力により光通と国姫の仲も急速に悪化し、35歳になっていた国姫自身は寛文11年（1671年）に、もはや男児を産む可能性が少ないことを苦にし、祖母や父の期待に添えないことを侘びて自殺した。
国姫の自殺を受け、勝姫と光長が「国姫の死の原因は権蔵の存在にある」として、直堅の命を狙い始めたとされている。直堅は、延宝元年（1673年）6月20日に支族で大叔父の越前大野藩主・松平直良を頼り江戸に出奔した。この際、家臣の堀十兵衛が後を追い、今庄宿あたりで帰るよう説得したが聞き入れられず、のち堀は自刃した。
直堅が直良を頼ったのは、直良の外祖父で大野藩家老織田家の祖である津田信益が、かつて直堅の母お三の方の実家である片桐家の片桐且元に仕えていたため、それを頼りに直良の母に仕えていたお三の方が織田家の推薦を得て光通の側に仕えることとなった、という経緯があったためである。
息子の出奔に対し、圧力を受け続ける光通は幕府に「直堅は”公子”ではない」と届け出た。これら親族からの圧力、妻の死や息子の出奔など、家庭的・政治的に苦難が続き、延宝2年（1674年）3月24日、光通は「庶弟の松平昌親（吉江藩主）に家督を譲るように」との遺書を残して39歳で自殺した。
その後、越前福井藩では家臣らが後継藩主を巡って「遺言通り」昌親派、「長幼の順により」光通と昌親の庶兄である昌勝（松岡藩主）派、そして「光通の息子」権蔵（直堅）派の3派に分かれ混乱が続いた。前藩主の息子である直堅を擁することを意図した藩士50人ほどは結託し、集団で江戸の直竪の元へ、または幕府への訴えにと向かった。藩家老の芦田図書（依田康勝子孫）が提出した光通の遺言により、幕府は後継藩主を昌親と決定したが、昌勝派を中心に、この後継者問題は福井藩に長く尾を引くこととなる。
直堅は延宝3年（1675年）5月21日に4代将軍・徳川家綱に御目見し、12月26日従五位下・備中守に任じられ、賄料1万俵江戸定府の諸侯に列した。家老に永見吉兼など、家臣団も揃えた。延宝7年（1679年）9月13日、赤坂に屋敷を拝領する。
元禄10年（1697年）正月17日に死去。享年42。跡を長男の直知が継いだ。

## 系譜
父母
- 松平光通（父）
- お三の方 ー 片桐氏、側室（母）

側室
- 吉田氏

子女
- 松平直知（長男）生母は吉田氏（側室）
- 亀姫 ー 松平直之正室、松平直知の養女
- 山口弘豊正室
- 旗本赤松範主室